# Palau de les Corts (Madrid)
El Palau del Congrés dels Diputats, antigament conegut com el Palau de les Corts, és l'edifici on està establert el Congrés dels Diputats, localitzat a la Vila de Madrid. És un palau d'arquitectura neoclàssica, considerat un dels edificis més notables del segle xix de Madrid.

## Història
On està l'actual edifici hi havia el casalot del convent de l'Esperit Sant que va ser tombat perquè fou declarat ruïnós. Sobre aquell solar s'edificà el Palau del Congrés dels Diputats, projectat per l'arquitecte Narciso Pascual Colomer. La reina Isabel II d'Espanya col·locà la primer pedra, coincidint amb el seu aniversari (10 d'octubre de 1843). El 31 d'octubre de 1850, l'edifici fou inaugurat.
El 1980 s'inaugurà l'edifici d'ampliació, projectada per l'arquitecte Antonio Cámara. Aquest comunica amb el Palau per un passatge de la primera planta.
El 1994 finalitzà la segona ampliació, projectada pels arquitectes Oriol Clos, María Rubert de Ventós i José Parcerisa.

## Característiques
La façana principal es troba dividida en tres part, on la part central té un pòrtic ample que té sis columnes corínties. Les columnes són la base d'un frontispici que conté un baix relleu de Ponzano que representa Espanya abraçant la Constitució rodejada de Fortalesa, Justícia, les Ciències, l'Harmonia, les Belles Arts, el Comerç, l'Agricultura, els Rius i Canals de navegació i l'Abundània i la Pau. Al peu del pòrtic i als costats de l'escalinata que dona accés a l'edifici, hi ha dos lleons de bronze.
Hi ha un soterrani per a instal·lacions generals i tres plantes més. La planta baixa conté el Saló de Sessions, el Saló de Conferències, quatre gabinets de lectura i descans, el vestíbul, les sales de Presidència, el gabinet de ministres i la biblioteca.
L'edifici d'ampliació inaugurat el 1980 conté despatxos per a serveis, sales de comissions i ponències, la sala de premsa, l'arxiu i la Sala Internacional. Connecta amb la primera planta mitjançant una passatge elevat.
L'edifici de la segona ampliació (1994) està destinat a les sales de comissions i a despatxos de diputats i oficines.

### Lleons de bronze
Situats als dos costats de l'entrada, aquestes figures de bronze que representen lleons foren un caprici de la reina Isabel II. Els lleons s'anomenen Daoiz i Velarde i costaren 99.911,22 pessetes en total.
La fabricació de les figures prové dels canons que es van prendre als enemics en la guerra d'Àfrica de 1860, durant les batalles de Servallo i Tetuan. L'escultor Ponzano les va modelar en guix el 1865 i la Fàbrica d'Artilleria de Sevilla les va fondre.

## Col·lecció d'art
El palau conté obres d'art d'artistes espanyols contemporanis que ha anat adquirint el Congrés.